# Josef Blau
Josef Blau (* 12. August 1872 in Ober Neuern, Bezirk Klattau, Österreich-Ungarn; † 22. Oktober 1960 in Straubing) war ein sudetendeutscher Lehrer, Heimatforscher und Volkskundler.

## Leben
Als ältester Sohn einer Handwerker- und Ackerbürgerfamilie geboren, trat er nach der Schulausbildung und einer vierjährigen Tätigkeit als Schreibgehilfe eines Rechtsanwalts in Neuern und Bilin im Jahr 1890 in die Deutsche Lehrerbildungsanstalt in Prag ein. Nach deren Abschluss wurde er Lehrer und Oberlehrer an verschiedenen Schulen im Böhmerwald, zuletzt in seiner Geburtsstadt Neuern bei Klattau. 1910 besuchte Josef Blau einen Volkshochschulkurs in Eger, dem heutigen Cheb, wo er durch den Prager Universitätsprofessor Adolf Hauffen erste Anregungen für seine spätere Tätigkeit als Heimatforscher erhielt. Er publizierte seit dem Ersten Weltkrieg Druckschriften mit den Ergebnissen seiner Heimatforschung. Er wurde Initiator und einer der bedeutendsten Repräsentanten der Heimatforschung, Heimatbildung und Volkskunde der Ersten Tschechoslowakischen Republik und trat selbst forschend im Bereich der Kultur des Böhmerwaldes hervor.
Er ist der Schwager des chodischen Komponisten Jindřich Jindřich.

## Ehrungen
- 1952: Verdienstkreuz am Bande der Bundesrepublik Deutschland

## Werke (Auswahl)
- Der Lehrer als Heimatforscher. Eine Anleitung zu heimatkundlicher Arbeit. Haase, Prag 1915; 2. umgearbeitete und bedeutend erweiterte Auflage: Der Heimatforscher. 1920.
- Böhmerwäldler Hausindustrie und Volkskunst. 2 Bände. Prag 1917/1918.
- ABC der Heimatkunde. Haase, Leipzig/Prag/Wien 1921.
- Landes- und Volkskunde der Tschechoslowakischen Republik. Sollor, Reichenberg 1921; 2., vermehrte Auflage 1927.
- Der Gemeindechronist und seine Aufgaben. Staatliche Verlagsanstalt, Prag 1931.
- Geschichte der Juden in Neuern. In: Hugo Gold: Die Juden und Judengemeinden Böhmens in Vergangenheit und Gegenwart. Ein Sammelwerk. Jüdischer Buch- und Kunst-Verlag, Brünn/Prag 1934.
- Geschichte der künischen Freibauern im Böhmerwalde. Erste Westböhmische Druckindustrie-A.G., Pilsen 1934.
- Die Glasmacher im Böhmer- und Bayerwald in Volkskunde und Kulturgeschichte. Lassleben, Kallmünz 1954–1956.
- zusammen mit Emil Lehmann (1880–1964): Herausgeber der Heimatbildung, Monatsblätter für heimatlisches Volksbildungswesen

Erzählungen:
- Am deutschen Steig
- Drei Kurzgeschichten
- Totenbretter
- Der grüne Wagen
- Was bisher über das Künische geschrieben wurde
- Farbige Scherben